# Rodokmen pánů z Hradce
Rodokmen pánů z Hradce a nejbližších příbuzných:

## První příslušníci rodu a nejbližší příbuzní
Vítek I. z Prčice (před 1169 – 1194)
1. Vítek II. starší z Krumlova († po 1236), zakladatel rodu pánů z Krumlova  ∞  neznámá z rodu Markvarticů
2. Vítek III. mladší z Prčice a Plankenberka († před 1250), zakladatel rodu Rožmberků  ∞  neznámá z rodu Schwarzenburgů
3. Jindřich I. z Hradce († 1237),  zakladatel rodu pánů z Hradce 
  1. Vítek I. z Hradce († kolem 1259)
    1. Ludmila z Hradce († po 1248)  ∞  Markvart z Hrádku
    2. Oldřich I. z Hradce († po 1282)  ∞  Marie Magdalena z Hardeka
      1. Marie z Hradce († po 1285)
      2. Kateřina z Hradce († 1285) ∞  Jindřich z Kuenringu
      3. Vítek II. z Hradce († kolem 1291)
      4. Ota z Hradce († kolem 1300)
        1. Jan z Hradce († kolem 1327)

      5. Markéta z Hradce († kolem 1312) ∞  Štěpán z Meisova
      6. Oldřich II. z Hradce († před 1312) ∞  Mechtilda ze Schaumburgu
        1. Eliška z Hradce († kolem 1312) ∞ Smil z Kunštátu
        2. Anna z Hradce († po 1336)  ∞  Smil z Obřan
        3. Anežka z Hradce († 14. října 1319) ∞ (I) Menhart z Lesnigu;  ∞  (II) Vernhart ze Schaumbergu
        4. Oldřich III. z Hradce (1299-1348) ∞ (I) Markéta z Korutan;  ∞  (II) Klára z Bílkova

    3. Jindřich (ze Stráže?) († kolem 1254)
    4. Dětřich (Jetřich) z Hradce († 10. října 1302)[1] - zpochybněno

  2. Sezema z Kosové Hory († kolem 1259), zakladatel větve pánů z Kosové Hory a ze Stráže, snad i Sezimů z Ústí
4. Vítek z Klokot († po 1236) – zakladatel větve pánů z Landštejna[pozn. 1]
5. Sezema z Ústí (nelegitimní; † okolo 1220)

## Oldřich III. a jeho potomci
Oldřich III. z Hradce (1299-1348) ∞ (I) Markéta z Korutan;  ∞  (II) Klára z Bílkova
1. Anna z Hradce († 1369) ∞ Jindřich z Lichtenburka
2. Jindřich II. z Hradce († 4. července 1363) ∞ Markéta z Hardeka
  1. Anna z Hradce († 1380)
  2. Jindřich starší (III.) z Hradce († 1398) ∞ Alžběta z Hardeka
    1. Jan mladší (III.) z Hradce († 3. listopadu 1420) ∞ (I) Anežka z Kapelly;  ∞  (II) Eliška z Vartemberka
      1. Alžběta z Hradce (1416-1451) ∞ Jiří z Puechheimu
      2. Jan Telecký (IV.) z Hradce (1419-1452) ∞ Kateřina ze Šternberka
        1. Jindřich IV. z Hradce (13. dubna 1442 – 17. ledna 1507) ∞ (I) Alžběta ze Šternberka;  ∞  (II) Anežka Tovačovská z Cimburka; ∞ (III) Magdalena z Gleichenu;  ∞  (IV) Anna Kateřina z Münsterberku
          1. Adam I. z Hradce (14. května 1494 – 15. června 1531) ∞ Anna z Rožmitálu
            1. Voršila z Hradce (7. prosince 1516 – 1570)
            2. Magdalena z Hradce (21. září 1519 – 1580)
            3. Alžběta z Hradce (21. listopadu 1524 – 6. ledna 1585) ∞ Diviš Slavata z Chlumu a Košumberka
            4. Jáchym z Hradce (14. července 1526 – 12. prosince 1565) ∞ Anna z Rožmberka
              1. Anna († 1553[pozn. 2])
              2. Alžběta († 1555[pozn. 2])
              3. Adam II. z Hradce (1549 – 24. listopadu 1596) ∞ Kateřina z Montfort-Pfannbergu
                1. Vilém Zachariáš (1575-1589)
                2. Bohunka (1576-1577)
                3. Anna Kateřina (1578 – 18. června 1596)
                4. Bohuslav[zdroj?] (1578[pozn. 3])
                5. Jáchym Oldřich z Hradce (24. ledna 1579 – 23. ledna 1604) ∞ Marie Maximiliána z Hohenzollern-Sigmaringenu
                6. Lucie Otýlie z Hradce (1. prosince 1582 – 11. ledna 1633) ∞ Vilém Slavata z Chlumu a Košumberka
                7. Dorotka (1594-1604)

              4. Jindřich Adam († 1551[pozn. 2])
              5. Anna Anežka († 1557[pozn. 2])
              6. Anna Alžběta z Hradce (14. července 1557 – 21. září 1596) ∞ (I) Jindřich z Valdštejna;  ∞  (II) Oldřich Felix Popel z Lobkovic

            5. Zachariáš z Hradce (1527 – 6. února 1589) ∞ (I) Kateřina z Valdštejna;  ∞  (II) Anna ze Šlejnic
              1. Menhart Lev z Hradce (1555 – 19. ledna 1579)
              2. Kateřina z Hradce (kolem 1577–1598) ∞ Ladislav Berka z Dubé

          2. Anna z Hradce (* kolem 1497 † 5. října 1570) ∞ (I) Hynek Boček z Kunštátu;  ∞  (II) Ladislav ze Šternberka; ∞ (III) Jindřich VII. z Rožmberka

        2. Heřman II. z Hradce († 1464)

      3. Jindřich (* 23. května 1419)

    2. Anna z Hradce († po 1391)
    3. Oldřich IV. Vavák z Hradce († 22. září 1421) ∞ Markéta z Kravař
      1. Anna z Hradce († 1452) ∞ (I) Hynce Ptáček z Pirkštejna;  ∞  (II) Jindřich Kruhlata z Michalovic

    4. Klára z Hradce († po 1391) ∞ Jiřík Krajíř z Krajku

  3. Jindřich mladší z Hradce († 1392)
    1. Anna z Hradce († po 1402)

  4. Jindřich († kolem 1366[pozn. 2])
  5. Henzlín († kolem 1366[pozn. 2])
3. Oldřich IV. z Hradce († před 1383) ∞ Anna z Rožmberka
  1. Oldřich Vavák z Hradce († 1412) ∞ Markéta ze Šternberka
    1. Anna z Hradce († po 1450) ∞ Jan Švihovský z Rýzmberka

  2. Eliška († kolem 1407)
  3. Anežka († kolem 1396) ∞ Matouš Tovačovský z Cimburka
  4. Jan starší z Hradce († 1417) ∞ Kateřina z Velhartic
    1. Menhart II. z Hradce (1398 – 3. února 1449) ∞ Markéta z Wallsee
      1. Oldřich V. z Hradce († 1453) ∞ Markéta z Potštejna
      2. Jan († 1421)
      3. Jindřich († 1421)

    2. Eliška z Hradce (1400-1437) ∞ Arnošt z Rychmburka

  5. Jindřich († 1420)
4. Menhart I. z Hradce († po 1377)
5. Heřman I. z Hradce (kolem 1338 – před 1404)∞ (I) Kuňka;  ∞  (II) Petruše
  1. Klára († 1389)
  2. Menhart († 1393) ∞ Anna z Velhartic
  3. Eliška ze Želetavy († 1434/1435) ∞ (I) Jan III. z Kravař;  ∞  (II) Jiří z Lichtemburka